# Guy Deplus
 (janvier 2020).
Si vous disposez d'ouvrages ou d'articles de référence ou si vous connaissez des sites web de qualité traitant du thème abordé ici, merci de compléter l'article en donnant les références utiles à sa vérifiabilité et en les liant à la section « Notes et références ».
Guy Deplus est un clarinettiste français né le 29 août 1924 à Vieux-Condé (Nord) et mort le 14 janvier 2020 à Nogent-sur-Marne.

## Biographie
Guy Deplus a fait ses études musicales au Conservatoire national de musique et d'art dramatique de Paris où il a obtenu en 1945 le 1er prix de clarinette (classe d'Auguste Périer) et en 1946 le 1er Prix de musique de chambre. En 1947, il rejoint la Garde républicaine, en en devenant la clarinette solo vers 1964. À partir de 1950, il commence à jouer dans l'Orchestre des Concerts Colonne avec André Vacellier, et en devient par la suite le soliste. En 1953, il entre à l'Ensemble du Domaine musical dès sa formation avec Pierre Boulez. En 1958, il enseigne aux Cours internationaux de musique de Darmstadt. Il fut remarqué par Igor Stravinsky qui le cite dans son ouvrage Souvenirs et commentaires : Conversations avec Robert Craft (Gallimard, 1963) : « Mais il y a toujours de vrais virtuoses. Ce sont les instrumentalistes exceptionnels... le clarinettiste de Paris, Guy Deplus... qui ont réellement atteint de nouvelles facultés instrumentales et musicales ».
En 1963, il entre à l'ensemble Ars nova que vient de créer Marius Constant. En 1965, il est membre fondateur de l'Octuor de Paris. En 1968, il joue avec l'Orchestre de l'Opéra-Comique puis a été super-soliste à l'Orchestre de l'Opéra jusqu'en 1984.
Il fut également professeur de clarinette à l'École normale de musique de Paris-Alfred Cortot, après l'avoir été au Conservatoire national supérieur de musique de Paris pour le déchiffrage (1972), la musique de chambre (à partir de 1974), puis la clarinette de 1978 à 1989. Il a notamment eu pour élève, parmi bien d'autres, Sylvie Hue, Philippe Cuper, François Sauzeau et Philippe Berrod.
Guy Deplus a fait de nombreux concerts en soliste et musique de chambre en France et à l'étranger : Europe, États-Unis, Amérique Latine, Japon, Afrique du Sud, Chine... Et il a joué sous les prestigieuses directions de Pierre Monteux, Charles Munch, Karl Böhm, Georg Solti, Wolfgang Sawallisch, Pierre Boulez, Carl Schuricht, Paul Paray, Seiji Ozawa, Josef Krips, Luciano Berio, Karlheinz Stockhausen...
Il a été membre du jury de concours internationaux à Munich, Genève, Prague, Paris, Reims, Bruxelles, Madère, en Italie (Mercadante), aux États-Unis, au Japon, en Espagne, en Pologne...
Guy Deplus a enseigné à de nombreuses master classes en Allemagne, Corée, Canada, États-Unis, Chine, Suède, Croatie, Espagne, Belgique... et régulièrement à des Académies au Japon (Nagano) et en France (Nice, Annecy...).
L'école de musique de Vieux-Condé, son village natal, s'appelle depuis le 6 avril 2013 « École de musique Guy Deplus ». 
Guy Deplus a contribué à la mise au point des modèles RC Prestige, Festival et Tosca de clarinettes de la maison Buffet Crampon.
Guy Deplus reçoit la récompense Lifetime Achievement Award de l'association International Clarinet Association (pour « Performance exceptionnelle, enseignement, recherche et service à la clarinette ») et en est membre honoraire.

## Créations
Des compositeurs lui ont confié la création de leurs œuvres dont certaines lui sont dédiées.
En soliste :
- Marius Constant : For Clarinet, États-Unis
- Claude Ballif : Solfegietto no 5, États-Unis
- Jean Rivier : Les Trois S, Japon
- André Jolivet : Ascèses.
- János Komives : Flammes, Paris
- Alain Moëne : Sitis, Paris
- Charles Chaynes : Concerto.

En ensemble :
- Olivier Messiaen : Oiseaux Exotiques,  Et Expecto Resurectionem Mortuorum
- Iannis Xenakis : Anaktoria (octuor) - Charisma avec violoncelle
- Betsy Jolas : How How (octuor)
- Gilbert Amy : D'un désastre obscur avec chant, et les créations du Domaine Musical.

## Discographie
- Mozart : Concerto avec l'Orchestre de Chambre de Munich, dir. H. Stadlmair (Decca - Prix du disque) : Quintette avec l'Octuor de Paris (Decca), Quintette avec le Quatuor Danois, Concerto et Symphonie concertante avec le Sinfonietta de Chambord (Aquarius), Gran partita (Pro Musica Cracovie)
- Weber : 1er concerto et concertino (IPG-Decca), Grand duo concertant (ORTF - Chant du Monde)
- Brahms : 2 sonates (Club Français du disque), Trio (REM)
- Messiaen : Quatuor pour la fin du temps (Erato - Prix du disque), inédits avec piano (Milan)
- Debussy : Rhapsodie (Erato)
- Stravinsky : Trois pièces pour clarinette seule (Adès)
- Ravel : Introduction et Allegro, avec N. Zabaleta (Deutsche Grammophon), S. Mildonian (IPG), M.C. Jamet (Prix du disque)
- Rossini : Introduction, Thème et Variations (IPG), ses 6 quatuors (Musidisc)
- Beethoven : Septuor, avec l'Octuor de Paris
- Schubert : Octuor, avec l'Octuor de Paris (Decca et Barclay - Prix du disque), Der Hirt auf dem Felsen, avec Elly Ameling (CBS)
- Prokoviev : Quintette, avec l'Octuor de Paris (Musidisc)
- Martinu : Nonetto, avec l'Octuor de Paris (Musidisc)
- Xenakis : Anaktoria, avec l'Octuor de Paris (Musidisc)
- Saint-Saëns : Sonate (Cybélia)
- Poulenc : Sonate (Cybélia)
- Autour de Mozart (Quantum)
- Grand orgue et clarinette (Jade)
- Solos de concours : Messager, Revel, Gallois-Montbrun, Francaix, Gaubert, Aubain, Rabaud, Debussy, Widor (FP Music), 2003

Et tous les premiers disques du Domaine musical, dir. Pierre Boulez (Pousseur : Madrigal III, Schoenberg : Pierrot Lunaire, Varèse : Octandre, etc.).

## Articles
(en anglais, parus dans le magazine The Clarinet ) :
- Solo de concours op.10 par Henri Rabaud, The Clarinet, juillet-août 1998, p. 8–9
- Avec Jean-Marie Paul, The Poulenc Sonata for clarinet and piano, The Clarinet, mars 2010, p. 82–83
- Avec Jean-Marie Paul, Messager's Solo de concours, The Clarinet, juin 2011, p. 71–73

## Vidéographie
- Guy Deplus : Masterclasse (DVD, 2002) Mozart, Debussy, Sancan, Poulenc, Stravinsky - 2 h 54 - Vandoren, 2003.